# Peter Rowan
Peter Rowan (ur. 4 lipca 1942 w Bostonie) – amerykański muzyk bluegrassu, kompozytor ludowy, gitarzysta akustyczny i folkowy. Także gra na mandolinie i jodłuje oraz śpiewa partie wokalne.

## Dyskografia
- Earth Opera, Earth Opera (1968)
- The Great American Eagle Tragedy, Earth Opera (1969)
- Seatrain, Seatrain (1970)
- The Marblehead Messenger, Seatrain (1971)
- Watch, Seatrain (1973)
- Muleskinner Live -- Original Television Soundtrack (1973)
- Muleskinner: A Potpourri Of Bluegrass Jam, Muleskinner (1973)
- Old and In the Way, Old and In the Way (1973)
- That High Lonesome Sound, Old and In the Way (1973)
- Breakdown, Old and In the Way (1973)
- The Rowans, The Rowans (1975)
- Sibling Rivalry, The Rowans (1976)
- Jubilation, The Rowans (1977)
- Peter Rowan (1978)
- Bluegrass Album, Rowan & Greene & The Red Hot Peppers (1979)
- Hiroshima Mon Amour, Rowan & Greene & The Red Hot Peppers (1979)
- Texican Badman (1980) -recorded in 1974 & 1979
- Medicine Trail (1980)
- Peter Rowan & the Wild Stallions (1981)
- The Walls of Time (1982)
- Revelry, Peter Rowan, Tex Logan & Greg Douglas (1983)
- San Antonio Sound (1983)
- Peter Rowan with The Red Hot Pickers (1984)
- Live Rockin' Tex-Mex, Flaco Jiménez and Peter Rowan (1984)
- The First Whippoorwill (1985)
- Hot Bluegrass, Peter Rowan, Bill Keith, & Jim Rooney (1985)
- San Antonio Sound (1996)
- New Moon Rising, Peter Rowan & The Nashville Bluegrass Band (1988)
- Dust Bowl Children (1990)
- All on a Rising Day (1991)
- Awake Me in the New World (1993)
- Tree on a Hill, Peter Rowan and the Rowan Brothers (1994)
- Yonder, Peter Rowan and Jerry Douglas (1996)
- Bluegrass Boy (1996)
- New Freedom Bell, Druhá Tráva and Peter Rowan (1999)
- Reggaebilly (2001)
- High Lonesome Cowboy, Don Edwards and Peter Rowan (2002)
- Old and in the Gray, Old and in the Way (2002)
- Crazy People, The Rowan Brothers (2003)
- You Were There for Me, Peter Rowan & Tony Rice (2004)
- Quartet, Peter Rowan & Tony Rice (2007)